# Journal infime
Journal infime est le 1er tome de la série de bande dessinée Lou !, écrite et dessinée par Julien Neel. Il est d'abord prépublié dans le magazine Tchô ! puis sort en format album le 26 mai 2004.

## Synopsis
Lou ose enfin parler à Tristan, et ils deviennent « bons copains ». Mais à la fin de l'album, Tristan déménage sans rien lui dire. Un chat arrive par la fenêtre et Lou décide de l'adopter. Elle rencontre Richard, son nouveau voisin de palier, et pense que c'est l'homme idéal pour sa mère. Elle tente de le mettre en couple grâce à plusieurs manœuvres de son cru.

## Personnages
Ce premier tome de Lou ! met en place les personnages principaux qui réapparaîtront dans la plupart des tomes, :
- Lou est une jeune fille blonde de 12 ans, qui vit seule avec sa mère et ne connaît pas son père. Elle aime fabriquer ses vêtements et faire du théâtre.
- La maman de Lou est une jeune mère célibataire qui n'a pas toujours une attitude d'adulte. Elle est amatrice de jeux vidéo et tente d'écrire un roman de science-fiction.
- Le chat est adopté par Lou après être entré dans son appartement en passant par le balcon de sa chambre. Ses grands yeux jaunes et l'insistance de Lou convainquent la mère de celle-ci de le garder.
- Mina est la meilleure amie de Lou depuis leur tendre enfance. Elle aime le rap et est à l'écoute de Lou.
- Richard est le voisin de palier, et l'homme idéal pour sa mère selon Lou. Il porte en permanence un gilet en peau de mouton mort.
- Tristan est le voisin de l'immeuble d'en face, que Lou espionne depuis le toit, et dont elle est secrètement amoureuse.

## Publications
- Julien Neel, Lou !, t. 1 : Journal Infime, Glénat, coll. « Tchô ! », 26 mai 2004 (réimpr. 2004, 2005, 2006, 2007, 2008, 2009, 2010, 2011, 2012, 2013, 2014, 2015, 2016, 2017, 2018, 2019, 2021, 2022, 2024), 48 p. (ISBN 2-7234-4275-6)

L'album dispose de 31 éditions par Glénat, avec trois couvertures différentes. Il fait également partie d'un coffret qui regroupe les deux premiers tomes paru en 2013, ainsi que de l'intégrale de la saison 1 parue en 2022. 
Il a été traduit en 18 langues, notamment en anglais (sous les titres Secret diary et Diary Dates), en suédois (Dagboksdagar), en finnois (Päiväkirjaelämää), en polonais (Codziennik), en grec (Λου! Μικρό ημερολόγιο), en danois (Dagbogsdage), en néerlandais (Hartsgeheimen), en allemand (Klitzegeheimes Tagebuch), en croate (Usputni dnevnik), en norvégien (Dagboksdager), en lituanien (Dienoraštis menoraštis), en gallois (Y Dyddiadur Bach). On observe de légères variations sur la couverture, notamment le titre qui est blanc ou dans différentes teintes de rose.

## Analyse

### Narration
Les premières planches de l'album ont été créées pour le magazine Tchô ! selon ses contraintes : des histoires plutôt drôles destinées aux enfants, dont les planches publiées mensuellement puissent se lire indépendamment. Ce premier tome se présente donc comme un ensemble de courtes histoires sous la forme de gags en une planche, mêlant blagues et moments d'émotion. Il s'agit de tranches de vie centrées sur le quotidien de Lou, sa famille, son voisinage, son amitié avec Mina et ses sentiments amoureux. La narration se prolonge par les pages de garde en début et fin d'album, qui donnent à voir le journal intime de Lou,. Bien que la série évolue ensuite, ce premier tome met en place la tonalité de Lou !, la personnalité de son héroïne et les personnages principaux.

### Graphisme
Le style de dessin s'accorde à ce qui est attendu pour du gag : le trait est rond et fait penser au style des cartoons, les expressions et caractéristiques physiques des personnages sont exagérées. Les couleurs sont vives et lumineuses et on remarque le rose bonbon de la couverture qui devient typique de l'univers de Lou,, ainsi que le cœur dans le lettrage du titre. Cela lui donne une apparence girly qui contraste avec le contenu parfois plus mûr et émotionnel, en particulier dans la suite de la série. Cet album a été dessiné au feutre sur papier avant d'être colorisé informatiquement. Le journal intime de Lou en page de garde se présente sous une forme proche du scrapbooking.

## Postérité

### Réception
Le premier album de Lou obtient un excellent accueil critique, et obtient notamment le prix jeunesse 9-12 ans du festival d'Angoulême 2005. C'est aussi un succès commercial : Julien Neel déclare que les premiers exemplaires se sont écoulés rapidement,, et ils ont rapidement été réimprimés.
Sur le site web BD Gest', l'album obtient une note de 4,3/5 sur la base de 125 votes. Selon la chronique qui y est rédigée, l'album est un « rayon de soleil » et plein d'humour. Pour le site ActuaBD, il s'agit d'une « nouvelle série de qualité », d'un « album savoureux ».
Le lectorat est principalement constitué de petites filles, mais aussi de jeunes garçons malgré la couverture rose qui peut les rebuter, et de certains adultes à qui la bande dessinée peut rappeler leur adolescence.

### Adaptations
Ce premier tome de Lou constitue la base de l'adaptation de la série Lou ! en série télévisée d'animation Lou ! et de l'adapation en film Lou ! Journal Infime.

## Prix
- 2004 : Prix Bédélys jeunesse de la ville de Montréal[9].
- 2005 : Prix jeunesse 9-12 ans au festival d'Angoulême[9].

#### Chroniques
- Nicolas Anspach, « Lou ! - T1 : Journal Infime - Par Julien Neel - Glénat, collection Tchô ! », sur ActuaBD, 20 juin 2004 (consulté le 2 janvier 2025)
- R. Bézard, « Lou ! 1. Journal infime », sur BD Gest', 30 décembre 2004 (consulté le 2 janvier 2025)